# Мирзаханов, Чож
Чож Мирзаха́нов, рус. дореф.: Марзага́новъ (ингуш. Моа́рзагӀа ЧӀож; XVIII век — ?) — ингушский политический и военный деятель XVIII века, дипломат, старшина селения Шолхи. Считается одним из общественно-политических лидеров Ингушетии XVIII века.

## Биография

### Происхождение и семья
Чож происходил из ингушского рода Мальсаговых. В семье у него было 4 братьев: старшие — Сурхо, Бимерза и Джамирза, и младший — Долакха. Вместе с братьями жил в междуречье Сунжи и Камбилеевки, в селении Шолхи. Говорил на ингушском, кумыкском и кабардинском языках, а также, возможно, и осетинским языке.

### Политическая деятельность
Весной 1785 года шолхинцы подверглись нападению княжеской дружины малокабардинского князя Дола Мударова. Дола попытался угнать скот шолхинских ингушей и гарнизонных лошадей крепости Владикавказа, однако, организовав погоню Чож со своим отрядом, состоявшим из пятидесяти шолхинцев, сумели отбить украденный скот и лошадей. Дола Мударов был повержен в бою.

Сообщая об этом инциденте Екатерине II, генерал-фельдмаршал Г. А. Потёмкин отмечал, что:
«<…> ингушевцы <…> показали опытом верность и усердие своё к службе Вашего императорского величества <…>
В воздаяние таковой верности и преданности… осмеливаюсь я испрашивать высочайшего к ним благоволения<…>»
В результате набега на Шолхи Чож попадает в сферу внимания Российской администрации и в дальнейшем становится дипломатом.

### Движение Шейха Мансура
Российская администрация хотела воспользоваться силами северокавказских народов против движения шейха Мансура, в частности использовать против Шейха Мансура ингушей, так как они занимали важное положение, живя в окрестностях Владикавказа. Мансур намерен был сделать поход на Владикавказ и попытки овладения этой крепостью постоянно занимали заметное место до 1787 года. Малокабардинский князь Дол Мударов был одним из самых активных сторонников шейха Мансура и одновременно находился в конфликте с ингушами, возвращавшимися из своих горных поселений на территорию современного Пригородного и Назрановского районов. Он же заявлял на свои права на эту территорию, якобы по праву принадлежности её своим предкам.
Российская администрация в свою очередь пыталась использовать Чожа Мирзаханова для нейтрализации Дола Мударова. Сначала это были попытки дипломатические.
По поручению генерал-поручика П. С. Потёмкина Чож Мирзаханов с некоторыми другими ингушскими старшинами был призван во Владикавказ к коменданту. Здесь его вместе с другими ингушскими старшинами натравливали на Дола Мударова и пытались подкупить различными подарками и подачками от Российской администрации, возможностью присвоить всю военную добычу, обещаниями военной поддержки. Однако, Чож отказался, заявив что «Нам должно наблюдать пользу всего обществ». Из-за отказа Чожа Российская администрация пыталась воздействовать окольными путями на него, вплоть до ареста его семьи.
Окончательно отношения Чожа с России испортились когда Чож помешал использовать ингушские отряды в вооруженном противодействии шейху Мансуру летом 1786 года. Из-за очередного отказа Российская администрация спровоцировала конфликт между Чожом и жителей Больших Ингушей. Его собственный дом в селении Шолхи осадили. Чож смог выйти из дома, ухватив своего сына, которого впоследствии разместил в Ангуште.
Благодаря дипломатическими усилиями Чожа ингушей не втянули в вооруженную конфликт против шейха Мансура и против чеченцев. Также, в целом, привело к нормализации отношений.

### Исчезновение
В результате осады его дома в Шолхи, после 1787 года, Чож исчез из исторических документов.

### Комментарии
1. ↑  После 1787 года в российских документах имя Чожа Мирзаханова больше не встречается[1].
2. ↑  Мальсаговы — ветвь тайпа Таргимхой[3].
3. ↑  Ныне Ангушт[1].